# 1627 au théâtre
| Années du théâtre : 1624 - 1625 - 1626 - 1627 - 1628 - 1629 - 1630    |
| Décennies du théâtre : 1590 - 1600 - 1610 - 1620 - 1630 - 1640 - 1650 |

## Événements
- À Londres, Henry Herbert, Master of the Revels, chargé d'organiser les festivités de la cour et responsable de la censure des pièces de théâtre, agissant à la demande de John Heminges, ordonne à la troupe du Red Bull Theatre de cesser de jouer les œuvres de William Shakespeare.
- Dernière année où il est fait mention du Curtain Theatre à Londres[1].

## Pièces de théâtre publiées
- Honoré d'Urfé, La Sylvanire, ou la Morte-vive, fable bocagère, Paris, Robert Fouet, pièces liminaires et 429 p. (lire en ligne).

## Naissances
- 10 février : Cornelis de Bie, juriste, rhétoricien, poète et dramaturge des Pays-Bas méridionaux, mort après 1712.
- Date précise non connue :
  - Catherine Des Urlis, actrice française, morte le 2 janvier 1679.

## Décès
- 31 octobre : Henry Shirley, dramaturge anglais, né entre 1591 et 1597.
- décembre : Henry Condell, acteur anglais, éditeur avec John Heminges du Premier Folio des œuvres de William Shakespeare, baptisé en 1576.
- Date précise non connue :
  - Thomas Middleton, dramaturge et poète anglais, baptisé le 18 avril 1580.